# Copa Nicasio Vila 1915
La Copa Nicasio Vila 1915 fue la novena edición del torneo de primera división de la Liga Rosarina de Fútbol. 
Participaron once equipos y el campeón fue Rosario Central. La obtención del título le dio el derecho al equipo auriazul de disputar la Copa Dr. Carlos Ibarguren de ese año ante el campeón de Buenos Aires, el Racing Club.
A partir de ese año, Ferrocarril Córdoba y Rosario cambió su nombre por Central Córdoba, mientras que Gimnasia y Esgrima pasó a ser llamado Argentino, y Embarcadero cambió su nombre a Nacional.

## Ascensos y descensos
| Pos | Equipo ascendido         |
| --- | ------------------------ |
|     | Club Belgrano de Rosario |

| Equipo descendido temporada 1914 |
| -------------------------------- |
| Club Aprendices Rosarinos        |

## Tabla de posiciones final
| Pos | Equipo             | Pts | PJ | G  | E | P  | GF  | GC | Dif |
| --- | ------------------ | --- | -- | -- | - | -- | --- | -- | --- |
| 1º  | Rosario Central    | 38  | 20 | 18 | 2 | 0  | 104 | 4  | 100 |
| 2º  | Gimnasia y Esgrima | 28  | 20 | 12 | 4 | 4  | 38  | 28 | 10  |
| 3º  | Belgrano           | 26  | 20 | 11 | 4 | 5  | 37  | 31 | 6   |
| 4º  | Rosario Atlético   | 24  | 20 | 10 | 4 | 6  | 39  | 28 | 11  |
| 5º  | Central Córdoba    | 24  | 20 | 11 | 2 | 7  | 34  | 25 | 9   |
| 6º  | Tiro Federal       | 24  | 20 | 11 | 2 | 7  | 35  | 33 | 2   |
| 7º  | Newell's Old Boys  | 21  | 20 | 9  | 3 | 8  | 36  | 37 | -1  |
| 8º  | Nacional           | 14  | 20 | 6  | 2 | 12 | 31  | 48 | -17 |
| 9º  | Sparta             | 10  | 20 | 4  | 2 | 14 | 21  | 52 | -31 |
| 10º | Provincial         | 9   | 20 | 3  | 3 | 14 | 21  | 46 | -25 |
| 11º | Atlantic Sportsmen | 2   | 20 | 1  | 0 | 19 | 8   | 46 | -38 |

|  |            |
|  | Descendido |